# Gloskär (vid Ådön, Nagu)
Gloskär är en ö nära Knivskär i Nagu,  Finland. Den ligger i Skärgårdshavet i Pargas stad i den ekonomiska regionen  Åboland i landskapet Egentliga Finland, i den sydvästra delen av landet. Ön ligger omkring 3 kilometer norr om Knivskär, 18 kilometer söder om Nagu kyrka, 50 kilometer söder om Åbo och omkring 170 kilometer väster om Helsingfors. Närmaste allmänna förbindelse är förbindelsebryggan vid Knivskär som trafikeras av M/S Nordep.
Öns area är 11,1 hektar och dess största längd är 490 meter i öst-västlig riktning. Ön höjer sig omkring 20 meter över havsytan.